# 김명동
김명동(金明東, 1902년 /1903년 11월 25일 ~ 1950년)은 일제강점기의 독립운동가이자 대한민국의 정치인이다. 제헌·제2대 국회의원이다. 본관은 안동(安東), 자는 성만(聖萬), 호는 이호(伊蒿)다.

## 생애
1903년 11월 25일 대한제국 충청남도 공주군에서 아버지 김복한(金福漢, 1860. 7. 24. ~ 1924. 5. 4.)과 청주 이씨(1882 ~ 1905. 2. 6) 이주찬(李周讚)의 딸 사이의 아들로 태어났다. 이후 한문사숙(漢文私淑)하였다.
그는 병자호란 때 영돈녕부사(領敦寧府事:정1품)으로 강화도에서 농성하다가 순절한 김상용(金尙容, 1561. ~ 1637. 2. 16.) 우의정의 후손으로 조상들이 대대로 현감(縣監:종6품)으로부터 군수(종4품), 첨지중추부사(僉知中樞府事:정3품), 동지중추부사(同知中樞府事:종2품), 전라도 관찰사(종2품), 이조 참판(吏曹參判:종2품)에 이르기까지 꾸준히 관직에 출사(出仕)한 명문가의 자제였다. 8.15 광복 후 우익(右翼) 정치인으로서 신탁통치반대국민총동원위원회 중앙상무집행위원, 대한독립촉성국민회 공주지회 회원, 민족통일총본부 공주군 사무국장 등을 지냈다.
1948년 제헌 국회의원 선거에서 무소속으로 충청남도 공주군 갑 선거구에 출마하여 당선되어 제헌 국회의원 직위에 재임하였다. 이후 국회에서 재정경제위원회 위원으로 활동하였다. 1948년 6월 4일 국회법 기초위원에 선임되며 국회법을 만드는데 기여하였고 같은 해 8월 7일 반민족행위처벌법 기초위원에도 선임되었다.
1949년 대전, 충남지역의 반민족행위특별조사위원회 조사위원을 지내며 김갑순을 기소하려고 시도하였다. 그러나 그 해 8월 업무상 횡령 및 뇌물수수 혐의로 체포되어 기소되었다가, 제헌 국회에서 그에 대해 임기 말까지 형집행정지를 시키기로 하는 석방결의안이 가결되어 10월 4일 석방되었다. 1950년 1월 업무상 횡령 및 뇌물수수, 공갈죄, 협박죄 혐의에 대해 징역 1년, 집행유예 3년을 선고받았으나, 검사 측에서 공소를 제기하였다. 임기 중 6.25 전쟁이 생기면서 9명의 비서들과 45명의 경호대들로부터 보좌를 받으며 피신하였으나 향년 46세의 나이로 별세하였다.

## 약력
- 신간회 중앙상무집행위원
- 홍성노동조합조직위원장
- 공주치안유지회위원장
- 대한중앙협의회 총본부 총무
- 반탁총동원위원회 중앙상무집행위원
- 대한독립촉성국민회 조직
- 민족통일총본부 공주군 사무국장
- 조선유교대동사 조직, 중앙집행위원
- 1948년 5월 10일: 제헌 국회의원
- 초대 국회의원 재임시, 국회 내의 반민특위 조사위원[2]
- 1950년 5월 31일: 제2대 국회의원

## 역대 선거 결과
|  | 37.58% |

|  | 20.94% |